# Reinhard Clemens
Reinhard Clemens (* 22. Juli 1960) ist ein deutscher Manager.
Er war ab Dezember 2007 im Vorstand der Deutschen Telekom AG und Chief Executive Officer der T-Systems. Zum 1. Januar 2018 verließ er die Deutsche Telekom und T-Systems.

## Leben
Nach dem Abschluss seines Elektrotechnik-Studiums an der Rheinisch-Westfälischen Technischen Hochschule Aachen begann Reinhard Clemens auch seine berufliche Tätigkeit in Aachen als wissenschaftlicher Mitarbeiter am dortigen Lehrstuhl für Werkzeugmaschinen. Im Jahr 1990 übernahm er bei der Gesellschaft für Industrieautomation die Rolle des Geschäftsführers, vier Jahre später wechselte er zu IBM. Nachdem er dort verschiedene Funktionen wahrgenommen hatte – hauptsächlich im Vertriebs- und Servicebereich –, trat er schließlich 2001 zu einem kurzen Intermezzo in den Vorstand der Systematics AG ein. Noch im selben Jahr wechselte er aber bereits zum deutschen Ableger von EDS, die die Systematics AG zum 30. Juni 2002 vollständig übernommen hat. Dort wurde ihm zwei Jahre später der Vorsitz der Geschäftsführung der EDS Holding GmbH übertragen. In dieser Rolle oblag ihm u. a. auch die Verantwortung für den Vertrieb und die Strategie von EDS in Zentraleuropa. Ende 2007 wechselte er schließlich zum Telekom-Konzern, wo er am 1. Dezember die seit dem Ausscheiden von Lothar Pauly vakante Rolle des Geschäftsführers (im Unternehmen als Chief Executive Officers, CEO, bezeichnet) von T-Systems übernahm. Im Rahmen dieser Funktion trug er im Vorstand der Deutschen Telekom AG auch die Verantwortung für die Geschäftskunden-Sparte des Telekom-Konzerns. Bereits kurz nach der Übernahme seiner Tätigkeit bei T-Systems begann Clemens mit einer grundlegenden Neuausrichtung des Unternehmens. Ein wichtiges Element dieser Strategie war die Verschmelzung der früher rechtlich getrennten Untergesellschaften zu einer einheitlichen Organisation, insbesondere der eher IT-orientierten T-Systems Enterprise Services und der schwerpunktmäßig im Telekommunikationsbereich tätigen T-Systems Business Services.